# وولکا سمولانا (استان اشوی‌داشکسیه)
وولکا سمولانا (به لهستانی: Wólka Smolana) یک منطقهٔ مسکونی در لهستان است که در گمینا سمکوو واقع شده‌است. وولکا سمولانا ۸۰ نفر جمعیت دارد.